# Thomas Bickel
Pour les articles homonymes, voir Bickell.
Thomas Bickel, né le 6 octobre 1963 à Aarberg (Suisse), est un footballeur international suisse, qui évolue au poste de milieu de terrain.

## Biographie

### Carrière en sélection
Il a participé à la Coupe du monde 1994 aux États-Unis où la Suisse s'est hissée jusqu'en huitième de finale.

### Carrière d'entraîneur
Le 4 février 2018, Bickel est nommé directeur de recrutement du FC Zurich.